# درگیری‌های مرزی ارمنستان و جمهوری آذربایجان (۲۰۱۲)
درگیری‌های مرزی ارمنستان و جمهوری آذربایجان یک سری درگیری‌ها و نبردها میان نیروهای مسلح ارمنستان و جمهوری آذربایجان بود که در اوایل ماه ژوئن ۲۰۱۲ رخ داد. این درگیری‌ها منجر به تلفات برای هر دو طرف شد.

## زمینه‌ها
دو کشور در اوایل دهه ۱۹۹۰ میلادی نبردهای فراوانی بر سر ناحیه قره‌باغ داشتند. از ابتدای سال ۲۰۱۱ تا این درگیری‌ها ۶۳ نفر از مردم این دو کشور جان خود را چندین درگیری از دست دادند.
تنش‌های سال ۲۰۱۲ بیشتر در امتداد مرز استان تاووش ارمنستان با شهرستان قزاق جمهوری آذربایجان متمرکز بود که در آوریل ۲۰۱۲ با شلیک مرزی از مبدأ ناشناخته آغاز شد.
پیش از این رخدادها، اخباری منتشر شده بود که جمهوری آذربایجان هزینه‌های دفاعی خود را با هدف پایان‌دادن به اشغال قره‌باغ افزایش می‌دهد و به دنبال خرید ۱٫۶ میلیارد دلار تجهیزات و تسلیحات نظامی از اسرائیل است. این رویداد پس از این خبر رخ داد که ارمنستان به‌طور عمده از بازارهای کشورهای دیگر از جمله روسیه اسلحه وارد کرد. روابط ارمنستان با ایالات متحده آمریکا و با روسیه مانع تلاش آذری‌ها برای دستیابی به اسلحه می‌شد.
در تاریخ ۲ ژوئن، در واکنش به گزارش زخمی‌شدن ساکنین روستای نرکین کارمیرآغبیور با شلیک گلوله از سوی جمهوری آذربایجان، ساعاتی پس از آن یک برنامه نظارتی از سوی سازمان امنیت و همکاری اروپا صورت گرفت و یک مأموریت نظارت میدانی یک‌جانبه را در استان تاووش انجام دادند تا حوادث را در امتداد خط تماس دو کشور بررسی کنند. آن‌ها تصاویر و فیلم‌هایی از حوادث و گلوله‌باران روستاهای آیگپار، موسس و نرکین کارمیرآغبیور تهیه کردند.

## رخدادها
نخستین درگیری‌ها در اوایل وقت ۴ ژوئن رخ داد که در آن سه سرباز ارمنی در نزدیکی روستاهای برداوان و چیناری در استان تاووش کشته و شش نفر زخمی شدند. در همان روز وزارت دفاع ارمنستان اعلام کرد که سربازان هنگام مقابله با یورش مرزی نیروهای آذری به منطقه شمال تاووش در حالی که به دشمن خساراتی متحمل شد جان خود را از دست دادند.
روز بعد، چهار سرباز آذری در نزدیکی روستا اسکی‌پاره پایین، در شهرستان قزاق در غرب جمهوری آذربایجان کشته شدند. در بیانیه وزارت دفاع ارمنستان آمده‌است که آنها بخشی از واحدی متشکل از ۱۵ تا ۲۰ سرباز بوده‌اند که سعی در نفوذ به مواضع ارمنستان در حوالی روستای ووسکپار در استان تاووش را داشتند. در یک تیراندازی جداگانه پنجمین سرباز آذری در همان منطقه کشته شد.
در ابتدا، جمهوری آذربایجان اتهامات مبنی بر تیراندازی در مرز یا هرگونه کشته‌شدن سرباز آذری را رد کرد و رخداد مربوط به کشته‌شدن سه سرباز ارمنی را در نتیجه اختلافات درونی در درون ارتش ارمنستان دانست. سپس وزارت دفاع جمهوری آذربایجان تأیید کرد که درگیری ۵ ژوئن رخ داده و منجر به کشته‌شدن پنج سرباز آذری شده‌است که چهار نفر از آن‌ها در جریان درگیری جان خود را از دست داده‌اند، و پنجمین نفر نیز پس از آن‌ها کشته شده‌است. جمهوری آذربایجان اعلام کرد که این نبرد در نتیجه تلاش یک گروه خرابکار از ارمنستان برای نفوذ به خاک آذربایجان در روستای اسکی‌پاره پایین صورت گرفته‌است.
در ۶ ژوئن، طبق اعلام وزارت دفاع جمهوری آرتساخ، سربازان آذری تلاش کردند به درون قره باغ به‌ویژه نزدیکی هورادیز نفوذ کنند. در این درگیری‌ها یک سرباز آرتساخی کشته و دو نفر دیگر زخمی شدند. خبرگزاری پانوراما گزارش داد که روز بعد تیراندازی از سوی آذری‌ها انجام شده‌است.

## واکنش‌ها
در آغاز حوادث، هیلاری کلینتون، وزیر امور خارجه وقت ایالات متحده آمریکا، به عنوان بخشی از سفر به سه کشور جنوبی ناحیه قفقاز، وارد ارمنستان شد. این رخداد در حالی بود که هر دو سوی درگیری یکدیگر را به آغاز کردن حمله نظامی متهم می‌کردند. در ارمنستان، در تاریخ ۴ ژوئن و پس از شنیدن مرگ ۴ سرباز ارمنی، کلینتون در یک کنفرانس مطبوعاتی اظهار داشت که من بسیار نگران خطر تشدید تنش‌ها و مرگ‌های بی‌معنی سربازان جوان و غیرنظامیان بی‌گناه هستم. بهره‌بردن از زور تنش‌های قره‌باغ را حل نمی‌کند و نباید از زور استفاده شود. وی گفت که به رئیس‌جمهور وقت ارمنستان سرژ سرکیسیان گفته‌است که هنگامی که در باکو باشد، این نکات را به طرف باکویی هم بیان خواهد کرد. در همان کنفرانس مطبوعاتی، ادوارد نعلبندیان، وزیر امور خارجه وقت ارمنستان اظهار داشت که جمهوری آذربایجان از این واقعیت که هر روز تخلفاتی توسط آذری‌ها در خط تماس جمهوری آذربایجان و آرتساخ رخ می‌دهد راضی نیست. آن‌ها در تلاش هستند تا تنش را به درون ارمنستان و آرتساخ انتقال دهند و به آن شدت ببخشند. اوضاع در مرز ارمنستان و جمهوری آذربایجان روند مذاکرات را بسیار خدشه‌دار می‌کند و همچنین ثبات منطقه را تهدید می‌کند مسئولیت تمام عواقب احتمالی این فعالیت‌ها به عهده طرف آذری است.
در ۶ ژوئن، هیلاری کلینتون پس از گفتگو با الهام علی‌اف رئیس‌جمهور جمهوری آذربایجان در باکو، گفت که چرخه خشونت و تلافی‌جویی بایستی پایان یابد.
در ۸ ژوئن، معاون نخست‌وزیر جمهوری آذربایجان اعلام کرد که نیروهای آذری آماده پاکسازی قره‌باغ از اشغالگران ارمنی هستند.
دیپلمات‌های آمریکایی، روسی و فرانسوی و رئیس مشترک گروه مینسک سازمان امنیت و همکاری اروپا اظهار کردند که چنین اقدامات غیرمعقولانه تعهد طرفین در مورد خودداری از استفاده از زور و تلاش برای حل مسالمت‌آمیز مناقشه قره‌باغ را نقض می‌کند و با عناوین بیانیه مشترک روسای جمهور ارمنستان، جمهوری آذربایجان و روسیه در ۲۳ ژانویه ۲۰۱۲ مغایرت دارد.

## رسانه‌ها
رسانه‌های ارمنستان عنوان کردند که هدف جمهوری آذربایجان افزایش تنش در مرز است تا این کشور بتواند گروه مینسک را به عدم توانایی در کنترل اوضاع و تضمین صلح منطقه متهم کند. جمهوری آذربایجان سپس تلاش می‌کند تا مسئله قره‌باغ را از سازمان امنیت و همکاری اروپا به سازمان ملل متحد منتقل کند، زیرا این سازمان تمامیت ارضی جمهوری آذربایجان را در مرزهای قراردادی شوروی تشخیص داده‌است. همچنین، در سال ۲۰۱۲ جمهوری آذربایجان به عضویت غیردائمی شورای امنیت سازمان ملل درآمد.